# اریستیدس گونزالس
اریستیدس گونزالس (انگلیسی: Arístides González؛ زادهٔ january ۱۲, ۱۹۶۱ (۶۴ سال)) ورزشکار بوکس اهل ایالات متحده آمریکا است.
وی در مسابقات کشوری و بین‌المللی در مجموع برندهٔ ۱ مدال برنز شده‌است.